# Kanikalabande, Pavagada
Kanikalabande là một làng thuộc tehsil Pavagada, huyện Tumkur, bang Karnataka, Ấn Độ.